# HMS Wellington (U65)
«Веллінгтон» (англ. HMS Wellington (U65)) — військовий корабель, шлюп типу «Грімсбі» Королівського військово-морського флоту Великої Британії за часів Другої світової війни.

## Історія створення
Шлюп «Веллінгтон» був закладений 25 вересня 1933 року на верфі  військово-морської бази у Девонпорті. Спущений на воду 29 травня 1934 року, вступив у стрій 24 січня 1936 року.

## Історія служби
Після вступу у стрій шлюп «Веллінгтон» ніс службу на Новозеландській станції. З початком Другої світової війни переведений на Китайську станцію, з вересня 1939 року базувався в Пенангу. На початку листопада вирушив до Великої Британії. Прибув до Кардіффа у лютому 1940 року і увійшов до складу 1-го дивізіону ескортних кораблів Командування Західних сполучень.
«Веллінгтон» супроводжував конвої в Північній Атлантиці та в Гібралтар. 8 листопада 1940 року зіткнувся із судном «Сарастоун» та отримав незначні пошкодження. Після ремонту супроводжував конвої до Фрітауна.
У листопаді 1942 року «Веллінгтон» брав участь в операції «Смолоскип», супроводжуючи конвої з військами. Потім діяв біля узбережжя Північної Африки. У липні 1943 року переведений до складу Західно-Африканського командування, супроводжував конвої між Фрітауном та Нігерією. У травні-липні 1944 року пройшов ремонт на Бермудських островах. У серпні повернувся до Фрітауна і увійшов до складу 55-ї ескортної групи. У січні 1945 року переведений у Гібралтар. 12 травня 1945 року прийняв капітуляцію німецького підводного човна U-541. У червні повернувся до Великої Британії, 6 серпня виведений в резерв.

### Післявоєнне використання

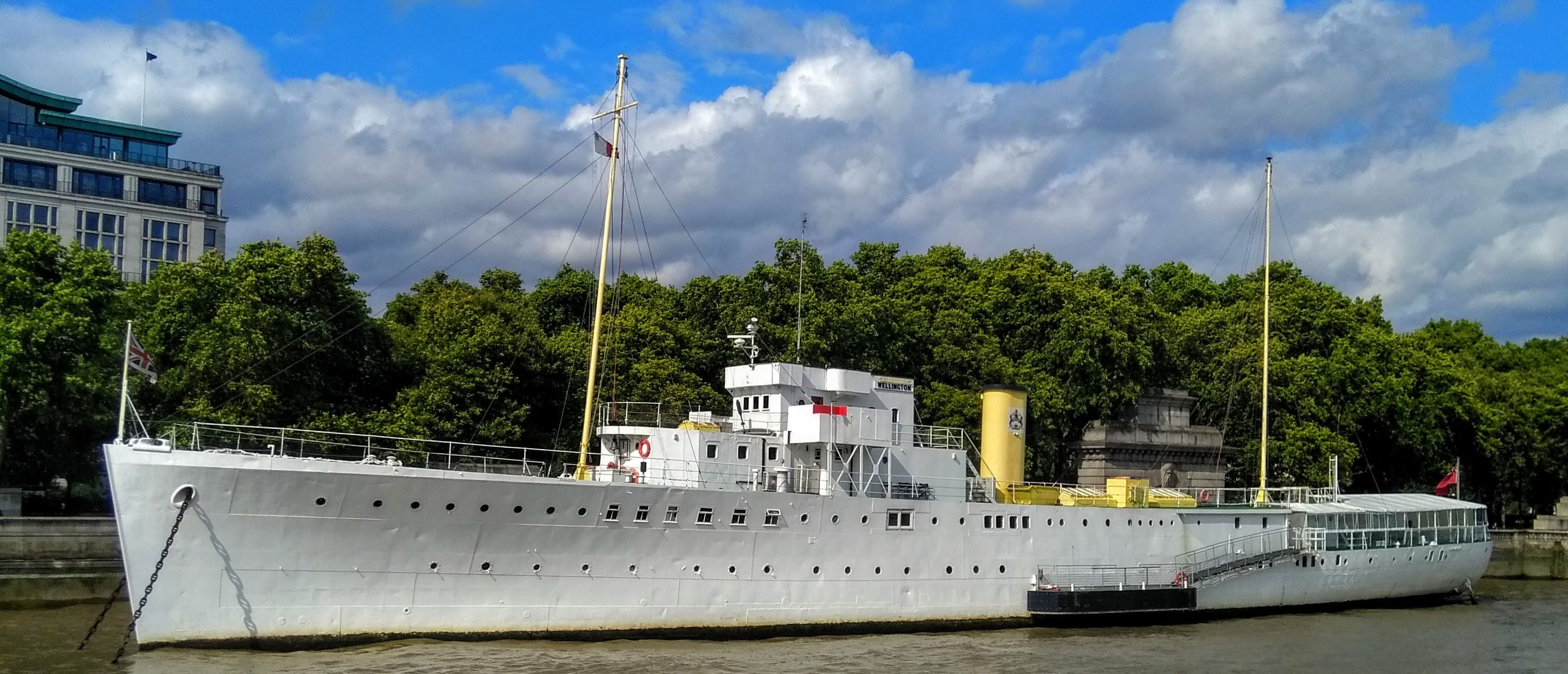

6 лютого 1947 року «Веллінгтон» був переданий Товариству офіцерів британського торгового флоту (англ. Honourable Company of Master Mariners) для переобладнання в плавучий зал засідань. Були демонтовані озброєння, котли та турбіни, внутрішні приміщення отримали розкішне оздоблення. Корабель пришвартований на Темзі в районі Кінгс-Річ. Він залишається єдиним бртанським шлюпом, побудованим після 1918 року, який зберігся, хоча й у змінному вигляді.